# Bartolomeo Gavanti
Bartolomeo Gavanti, en latin Gavantus, est un religieux italien, général des Barnabites et consulteur de la Congrégation des rites.

## Biographie
Bartolomeo Gavanti est né à Monza, et vit au commencement du 17e siècle. Il est professeur dans les collèges de son ordre, fait une étude particulière de ce qui concerne les cérémonies de l’Église, les rites usités dans les temps anciens, et publie divers écrits sur cette matière. Il meurt à Milan en 1638.

## Œuvres
On a de lui :
- un commentaire sur les rubriques du Missel et du Bréviaire romain, qui a eu diverses éditions, et dont la meilleure est intitulée : Gavanti thesaurus sacrorum rituum, seu commentarius in rubricas Missalis et Breviarii romani, cum novis observationibus et additionibus Merati, Turin, 5 vol. in-4°, avec figures, de 1736 à 1740, et réimprimé cette même année à Venise, 2 vol. in-fol. On reproche à Gavanti de n’avoir point assez approfondi sa matière, d’avoir trop donné à la spiritualité et trop peu à la critique, d’avoir rempli son ouvrage d’idées mystiques et peu naturelles, d’avoir adopté des explications forcées et arbitraires, et de s’être souvent contredit. D’autres, ce semble avec raison, en convenant que Gavanti a quelquefois négligé les explications littérales pour s’attacher à l’esprit des cérémonies, trouvent ce jugement beaucoup trop sévère, et n’en regardent pas moins son livre comme un ouvrage précieux, non-seulement par le mérite des recherches et la profondeur de l’érudition, mais encore par les avantages que peuvent en retirer les âmes pieuses. Aucun, suivant eux, n’est plus propre à inspirer du respect pour la religion chrétienne, et à faire sentir la dignité et la majesté des cérémonies de l’Église : au reste, si quelque chose manquait à l’œuvre de Gavanti, les observations de Merati, exactes, solides et lumineuses, suppléent abondamment à ce qui lui aurait échappé. Claude Arnaud, oratorien et docteur en théologie, a fait un abrégé en latin du Traité des cérémonies ecclésiastiques de Gavanti (Rome, 1631, in-4°), et a ensuite traduit cet abrégé en français (Toulouse, 1650, in-12).
- Manuale episcoporum, Paris, 1647, in-4° ;
- Praxis visitationis episcopalis et synodi diœcesanæ celebrandæ (Rome, 1628, in-4°). Ces deux ouvrages sont instructifs, estimés et faits pour être consultés dans l’occasion par tous ceux qui sont chargés du gouvernement d’un diocèse. On connaît encore du P. Gavanti une dissertation dans laquelle il cherche à prouver que le Nathanaël de l’Évangile n’est autre que St-Barthélemy.